# 羅伯特·積格
羅伯特·愛德華·積格（英語：Robert Edward Jager；1939年8月25日—），美國作曲家、音樂理論家和指揮家。

## 生平歷略
從1962年至1965年，他為美國海軍武裝部隊音樂學院（US-Navy Armed Forces School of Music）作曲及編曲。在1968年，他畢業於美國密西根大學。接著，他擔任美國弗吉尼亞諾福克古政大學（Old Dominion University）的作曲和指揮講師。1971年，他離開了古政大學，成為美國庫克維爾田納西理工大學（Tennessee Technological University）教授至他2001年退休。
在他的職業生涯中，積格獲得無數奬項，包括三次獲的「美國管樂指揮協會奧斯特瓦爾德作曲獎」（American Bandmasters Association Ostwald Composition Award）（1964年，1968年，1972年）。他有豐富的客席指揮和教授經驗，包括在加拿大、日本、英國、法國、德國及美國許多城市。

## 作品節選
管弦樂團
- 1973年 - 孩子的詩歌花園 - 為女高音和室內樂團而作 （A Child's Garden of Verses for Soprano and Chamber Orchestra）
- 1989年 - 哈梅林笛手 - 為旁白和管弦樂團而作（The Pied Piper OF Hamelin for narrator and orchestra）
- 1994年 - 科科佩利舞曲 - 為長笛和管弦樂團而作（Kokopelli Dances for flute and orchestra）
- 1996年 - “愛德華·蒙克”組曲（Suite from “Edvard Munch”）
- 2000年 - 看似白色雛菊（Like A White Daisy Looks）
- 2001年 - 神的宏偉 - 合唱團和管弦樂團而作（The Grandeur OF God for Chorus and Orchestra）
- 2010年 - 團隊精神[1]（Esprit de Corps）

管樂團
- 1957年 - 第一組曲（First Suite for Band）
- 1963年 - 明星和酒吧進行曲（Stars and Bars March）
- 1964年 - 第二組曲（Second Suite for Band）
- 1965年 - 高雅小交響曲[2]（Sinfonia Noblissima）
- 1965年 - 第三組曲 （Third Suite for Band）
- 1966年 - 聖詠與觸技曲（Chorale and Toccata）
- 1967年 - “戲劇”進行曲（March “Dramatic"）
- 1968年 - 鑽石變奏曲 （Diamond Variations）
- 1968年 - 田納西進行曲（The Tennessean March）
- 1968年 - 羅伯特·舒曼為主題的變奏曲（Variations on A Theme of Robert Schumann）
- 1969年 - 小交響曲（Sinfonietta）
- 1970年 - 法國之旅進行曲（Tour de Force - March）
- 1971的 - 侍人之勇進行曲
- 1972年 - 啟示錄
- 1975年 - 序言
- 1975年 - 胡鬧
- 1976年 - 日本版畫
- 1976年 - 第二號交響曲
- 1977年 - 第2號中音薩克斯協奏曲
- 1981年 - 為大號協奏曲
- 1984年 - 打擊樂協奏曲和管樂合奏團
- 1985年 - 上低音號和樂隊協奏曲
- 1985的 - 勝利和傳統
- 1986年 - 殖民地架子和舞蹈
- 1986年 - 老鷹岩序曲
- 1986年 - 英雄佐賀
- 1986年 - 舊時代精神
- 1987年 - 紀念組曲
- 1990年 - 第四組曲
- 1991年 - 結語：“我們不要忘記”
- 1993年 - 三首中國小品：
- I. 風
- Ii. Sen Jin De Ma（少女）
- III. 康定情歌
- 1999年 - 空軍歌曲的變奏曲
- 2000年 - 希伯來人的狂想曲
- 2001年 - 聖女貞德
- 2004年 - 為女高音和大風的陽光和陰影
- 2004年 - 上低音號獨奏混聲合唱
- 2006年 - 永恆的警惕
- 2010年 - 「賓夕法尼亞森林」的場景

## 外部連結
- 官方网站